# El hombre y la tierra
El hombre y la Tierra va ser una sèrie televisiva sobre naturalesa, produïda per Televisió Espanyola i dirigida pel naturalista Félix Rodríguez de la Fuente. Va ser emesa des del 4 de març de 1974 fins al 20 de juny de 1981 —i reposada des del 12 de març de 2009 fins al 24 de setembre de 2012.
Aquesta sèrie és una obra de referència per a documentals sobre naturalesa tant a Espanya com a l'estranger —la sèrie es va distribuir per diversos països. En el seu temps, va inaugurar una nova forma de documentació.
Es divideix en tres blocs: la Sèrie Veneçolana, rodada a Veneçuela; la Sèrie Fauna Ibèrica, rodada a Espanya; i la Sèrie Americana, rodada al Canadà i Alaska. Són 124 episodis en total.
El 14 de març de 1980, en Alaska, mentre filmaven uns plans aeris per als capítols sobre la Iditarod, l'avioneta que pilotava Warren Dobson i transportava al mateix Rodríguez de la Fuente i als càmeres Teodoro Roa i Alberto Mariano Huéscar es va estavellar pel fet que l'aparell es va desestabilitzar per desprendre's un dels seus hidropatins; tots els ocupants van morir en l'acte. La defunció del famós naturalista —que va commocionar tot Espanya— va provocar que la sèrie quedés inconclusa —hi havia diversos episodis pendents d'editar en el moment de la tragèdia— i la seva emissió es paralitzés fins a maig de l'any següent.

## Dades tècniques

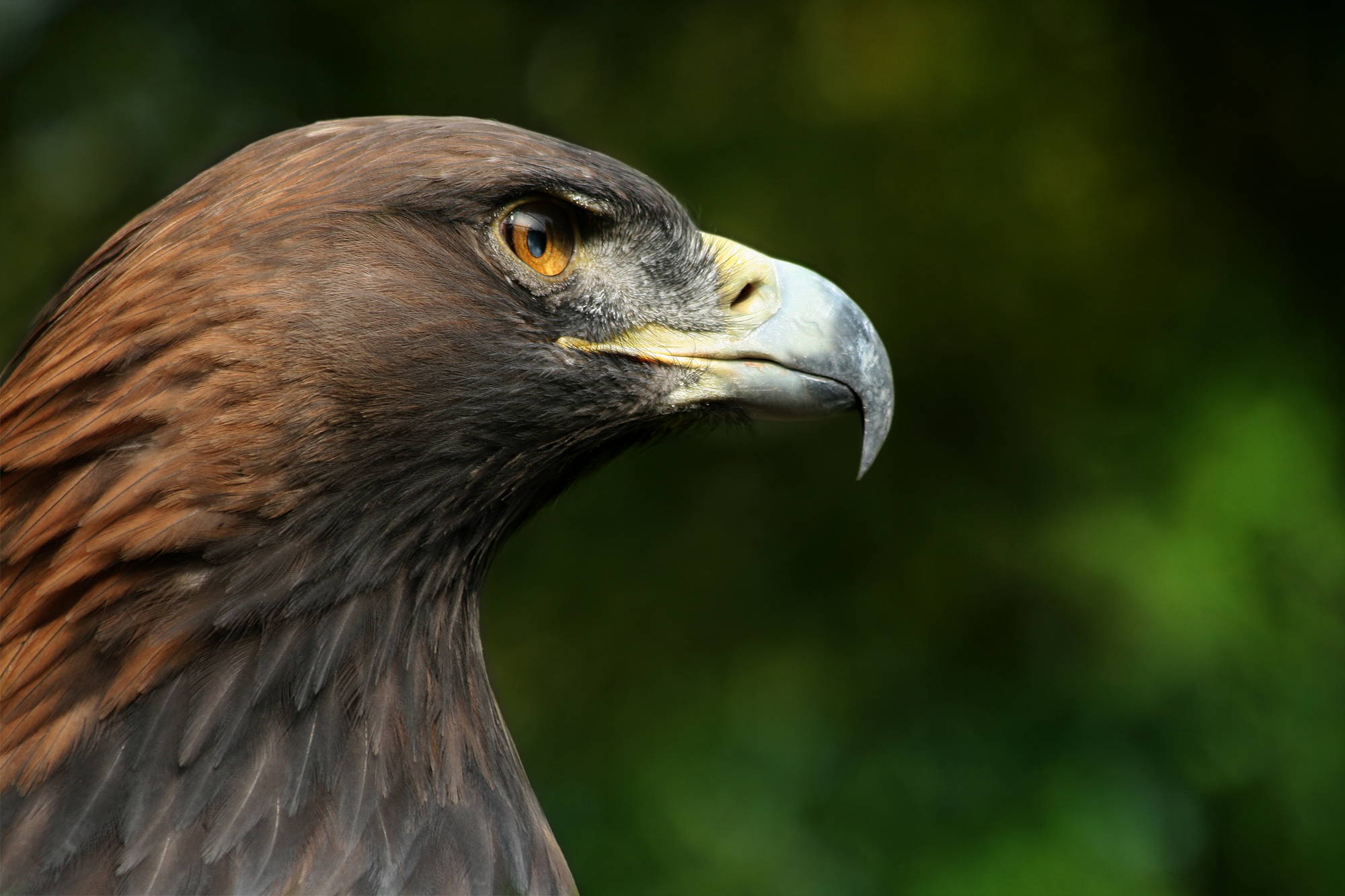
L'àguila reial va ser un de les icones del programa

- Títol original: El hombre y la Tierra.
- País: Espanya.
- Gènere: Documental.
- Primera emissió: 4 de març de 1974.
- Última emissió: 20 de juny de 1981.
- Episodis: 124.
- Duració: 26-33 minutos.
- Direcció, realització, guió i presentació: Dr. Félix Rodríguez de la Fuente (†).
- Presentació (mort Félix): Teófilo Martínez (episodis 117-124).
- Realitzador adjunt: Joaquín Vera.
- Producció: José Ricart, Manuel Luis Miralles, Juan Mauri i Miguel María Delgado.
- Música: Antón García Abril (†).
- Càmares: Teodoro Roa (†), Alberto Mariano Huéscar (†), Miguel Molina, Carlos de las Heras, Antonio Soubrier i Faustino Ocaña.
- Fotografia: Teodoro Roa (†), Alberto Mariano Huéscar (†), Alfonso Nieva, Jorge Herrero, Alberto Beato i Rafael Onieva.
- So: Antonio Torreblanca i Manuel Barroso.
- Empresa productora: TVE, S.A.

## Reconeixements
- Gran Premi Príncep Rainier del Festival de Televisió de Montecarlo (1976) pel capítol Prisioneros del Bosque.
- TP d'Or 1976 (1976) al Millor Programa Nacional.
- II Gran Premi de París de L'Émission Scientifique de Télévision Centre National de la Recherche (1977) pel capítol El cazador social.
- II Gran Premi de París de L'Émission Scientifique de Télévision Centre National de la Recherche (1978) pel capítol El buitre sabio.
- L'Acadèmia de les Ciències i les Arts de Televisió d'Espanya en 2000 elegí El hombre y la Tierra com a Millor Producció de la Història de la Televisió a España.[3]

## Llista d'episodis

### «Sèrie Veneçolana»
| #  | Episodi | Títol                                | Estrena              |
| -- | ------- | ------------------------------------ | -------------------- |
| 1  | 1       | El hombre y la Tierra                | 4 de març de 1974    |
| 2  | 2       | El azote del sol                     | 11 de març de 1974   |
| 3  | 3       | Operación Anaconda                   | 18 de març de 1974   |
| 4  | 4       | El rodeo de los Chigüires            | 25 de març de 1974   |
| 5  | 5       | La selva virgen venezolana           | 10 d'abril de 1974   |
| 6  | 6       | Los Yanomamos, un pueblo de la selva | 17 d'abril de 1974   |
| 7  | 7       | En busca de los indios del Orinoco   | 18 de maig de 1974   |
| 8  | 8       | El mundo del jaguar                  | 25 de maig de 1974   |
| 9  | 9       | El pueblo bravo                      | 8 de juny de 1974    |
| 10 | 10      | Un campamento en la selva virgen     | 11 de juny de 1974   |
| 11 | 11      | La nutria gigante sudamericana       | 16 de juny de 1974   |
| 12 | 12      | La montaña sagrada                   | 22 de juny de 1974   |
| 13 | 13      | Los llanos de Veneçuela              | 6 de juliol de 1974  |
| 14 | 14      | El paraíso de las aves               | 13 de juliol de 1974 |
| 15 | 15      | El mundo de coral                    | 20 de juliol de 1974 |
| 16 | 16      | La isla de los alcatraces            | 30 de juliol de 1974 |
| 17 | 17      | Mi amiga la nutria                   | 5 d'agost de 1974    |
| 18 | 18      | El Edén perdido                      | 12 d'agost de 1974   |

### «Sèrie Fauna Ibèrica»
| #   | Episodi | Títol                               | Estrena                |
| --- | ------- | ----------------------------------- | ---------------------- |
| 19  | 1       | Los prisioneros del bosque I        | 21 de març de 1975     |
| 20  | 2       | Los prisioneros del bosque II       | 21 de març de 1975     |
| 21  | 3       | Los señores del bosque I            | 10 d'octubre de 1975   |
| 22  | 4       | Los señores del bosque II           | 17 d'octubre de 1975   |
| 23  | 5       | Los pequeños matadores I            | 24 d'octubre de 1975   |
| 24  | 6       | Los pequeños matadores II           | 31 d'octubre de 1975   |
| 25  | 7       | El buitre negro I                   | 7 de novembre de 1975  |
| 26  | 8       | El buitre negro II                  | 14 de novembre de 1975 |
| 27  | 9       | Las cigüeñas I                      | 28 de novembre de 1975 |
| 28  | 10      | Las cigüeñas II                     | 5 de desembre de 1975  |
| 29  | 11      | El águila perdicera I               | 12 de desembre de 1975 |
| 30  | 12      | El águila perdicera II              | 19 de desembre de 1975 |
| 31  | 13      | El macho montés I                   | 26 de desembre de 1975 |
| 32  | 14      | El macho montés II                  | 2 de gener de 1976     |
| 33  | 15      | El pirata de la espesura            | 9 de gener de 1976     |
| 34  | 16      | Las tablas de Daimiel I             | 16 de gener de 1976    |
| 35  | 17      | Las tablas de Daimiel II            | 23 de gener de 1976    |
| 36  | 18      | El proyectil viviente               | 30 de gener de 1976    |
| 37  | 19      | El valle de las águilas             | 5 de febrer de 1976    |
| 38  | 20      | Taiga el azor                       | 6 de febrer de 1976    |
| 39  | 21      | El cervatillo I                     | 13 de febrer de 1976   |
| 40  | 22      | El cervatillo II                    | 20 de febrer de 1976   |
| 41  | 23      | El Hosquillo                        | 27 de febrer de 1976   |
| 42  | 24      | Altanería I                         | 26 de març de 1976     |
| 43  | 25      | Altanería II                        | 2 d'abril de 1976      |
| 44  | 26      | El alcaudón                         | 9 d'abril de 1976      |
| 45  | 27      | Los últimos buitres de Europa I     | 5 de novembre de 1976  |
| 46  | 28      | Los últimos buitres de Europa II    | 12 de novembre de 1976 |
| 47  | 29      | El águila real I                    | 26 de novembre de 1976 |
| 48  | 30      | El águila real II                   | 3 de desembre de 1976  |
| 49  | 31      | El lirón careto I                   | 10 de desembre de 1976 |
| 50  | 32      | El lirón careto II                  | 17 de desembre de 1976 |
| 51  | 33      | El buitre leonado I                 | 7 de gener de 1977     |
| 52  | 34      | El buitre leonado II                | 14 de gener de 1977    |
| 53  | 35      | Aves viajeras                       | 21 de gener de 1977    |
| 54  | 36      | El abejaruco I                      | 28 de gener de 1977    |
| 55  | 37      | El abejaruco II                     | 4 de febrer de 1977    |
| 56  | 38      | El lobo                             | 18 de febrer de 1977   |
| 57  | 39      | La olimpiada zoológica I            | 25 de febrer de 1977   |
| 58  | 40      | La olimpiada zoológica II           | 4 de març de 1977      |
| 59  | 41      | Los pájaros carpinteros I           | 3 de gener de 1978     |
| 60  | 42      | Los pájaros carpinteros II          | 10 de gener de 1978    |
| 61  | 43      | Los pájaros carpinteros III         | 17 de gener de 1978    |
| 62  | 44      | El jabalí I                         | 24 de gener de 1978    |
| 63  | 45      | El jabalí II                        | 3 de febrer de 1978    |
| 64  | 46      | El buitre sabio                     | 10 de febrer de 1978   |
| 65  | 47      | La bella matadora                   | 17 de febrer de 1978   |
| 66  | 48      | El juego de la caza I               | 24 de febrer de 1978   |
| 67  | 49      | El juego de la caza II              | 3 de març de 1978      |
| 68  | 50      | El cazador social                   | 8 de març de 1978      |
| 69  | 51      | El clan familiar                    | 31 de març de 1978     |
| 70  | 52      | Los matadores inocentes             | 7 d'abril de 1978      |
| 71  | 53      | El cormorán                         | 14 d'abril de 1978     |
| 72  | 54      | Las rapaces nocturnas I             | 28 d'abril de 1978     |
| 73  | 55      | Las rapaces nocturnas II            | 5 de maig de 1978      |
| 74  | 56      | Los córvidos I                      | 12 de maig de 1978     |
| 75  | 57      | Los córvidos II                     | 26 de maig de 1978     |
| 76  | 58      | Operación zorro I                   | 2 de juny de 1978      |
| 77  | 59      | Operación zorro II                  | 9 de juny de 1978      |
| 78  | 60      | Cabrera paraíso insular I           | 16 de juny de 1978     |
| 79  | 61      | Cabrera paraíso insular II          | 23 de juny de 1978     |
| 80  | 62      | El águila imperial I                | 30 de juny de 1978     |
| 81  | 63      | El águila imperial II               | 7 de juliol de 1978    |
| 82  | 64      | La conquista del agua I             | 16 de febrer de 1979   |
| 83  | 65      | La conquista del agua II            | 23 de febrer de 1979   |
| 84  | 66      | El Parc nacional de Doñana I        | 2 de març de 1979      |
| 85  | 67      | El Parque nacional de Doñana II     | 9 de març de 1979      |
| 86  | 68      | El Parque nacional de Doñana III    | 16 de març de 1979     |
| 87  | 69      | El Parque nacional de Doñana IV     | 23 de març de 1979     |
| 88  | 70      | Los pequeños cazadores alados I     | 30 de març de 1979     |
| 89  | 71      | Los pequeños cazadores alados II    | 6 d'abril de 1979      |
| 90  | 72      | Los pequeños cazadores alados III   | 20 d'abril de 1979     |
| 91  | 73      | Aves esteparias I                   | 27 d'abril de 1979     |
| 92  | 74      | Aves esteparias II                  | 5 de maig de 1979      |
| 93  | 75      | Aves esteparias III                 | 11 de maig de 1979     |
| 94  | 76      | El último lince                     | 18 de maig de 1979     |
| 95  | 77      | Los roedores I                      | 5 d'octubre de 1979    |
| 96  | 78      | Los roedores II                     | 21 d'octubre de 1979   |
| 97  | 79      | Rescatados del exterminio           | 19 d'octubre de 1979   |
| 98  | 80      | La perdiz roja                      | 26 d'octubre de 1979   |
| 99  | 81      | Las rapaces nocturnas ibéricas      | 2 de novembre de 1979  |
| 100 | 82      | La Sierra de Cazorla y de Segura I  | 9 de novembre de 1979  |
| 101 | 83      | La Sierra de Cazorla y de Segura II | 16 de novembre de 1979 |
| 102 | 84      | Al borde de la extinción I          | 23 de novembre de 1979 |
| 103 | 85      | Al borde de la extinción II         | 30 de novembre de 1979 |
| 104 | 86      | Al borde de la extinción III        | 7 de desembre de 1979  |
| 117 | 87      | El hombre y el lobo                 | 2 de maig de 1981      |
| 118 | 88      | Rapaces ibéricas diurnas            | 9 de maig de 1981      |
| 119 | 89      | El martín pescador                  | 16 de maig de 1981     |
| 120 | 90      | Flamencos                           | 23 de maig de 1981     |
| 121 | 91      | El río viviente I                   | 30 de maig de 1981     |
| 122 | 92      | El río viviente II                  | 6 de juny de 1981      |

### «Sèrie Americana»
| #   | Episodi | Títol                                     | Estrena                |
| --- | ------- | ----------------------------------------- | ---------------------- |
| 105 | 1       | Nahanny                                   | 14 de desembre de 1979 |
| 106 | 2       | Kluane                                    | 28 de desembre de 1979 |
| 107 | 3       | El lago de los castores                   | 4 de gener de 1980     |
| 108 | 4       | Operación Peregrino                       | 11 de gener de 1980    |
| 109 | 5       | Gran fauna canadiense I                   | 18 de gener de 1980    |
| 110 | 6       | Gran fauna canadiense II                  | 25 de gener de 1980    |
| 111 | 7       | Operación Rescate                         | 1 de febrer de 1980    |
| 112 | 8       | Operación Caribú                          | 8 de febrer de 1980    |
| 113 | 9       | Invierno en Canadá                        | 20 de febrer de 1980   |
| 114 | 10      | El trampero                               | 29 de febrer de 1980   |
| 115 | 11      | Aventura en Canadá                        | 7 de març de 1980      |
| 116 | 12      | El cementerio helado                      | 16 de març de 1980     |
| 123 | 13      | Iditarod (1.000 millas sobre el hielo) I  | 13 de juny de 1981     |
| 124 | 14      | Iditarod (1.000 millas sobre el hielo) II | 20 de juny de 1981     |

Nota: Unes hores abans de morir, Rodríguez de la Fuente va planejar dos episodis més per a la Sèrie Americana: un sobre els albatros de Cordova i un altre sobre les illes Aleutianes, que mai van arribar a realitzar-se.